# Surajpur
Surajpur ist eine Stadt im indischen Bundesstaat Chhattisgarh.
Die Stadt ist Hauptort des Distrikts Surajpur. Surajpur hat den Status eines Municipal Council. Die Stadt ist in 15 Wards gegliedert. Sie hatte am Stichtag der Volkszählung 2011 20.189 Einwohner, von denen 10.430 Männer und 9.759 Frauen waren. Die Alphabetisierungsrate lag 2011 bei 79,9 % und damit über dem nationalen Durchschnitt. Hindus bilden mit einem Anteil von ca. 82 % die Mehrheit der Bevölkerung in der Stadt. Muslime bilden mit einem Anteil von ca. 14 % eine Minderheit.
Der Bahnhof Surajpur liegt 6 km vom Stadtzentrum entfernt im nördlichen Teil. Die Station bietet Verbindung mit Bhopal, der Landeshauptstadt von Madhya Pradesh und Raipur der Landeshauptstadt von Chhattisgarh.